# باغ ملی فریمان
باغ ملی فریمان مربوط به پهلوی اول است و در شهرستان فریمان، شهر فریمان - خیابان شهید مطهری واقع شده و این اثر در تاریخ ۲۴ مرداد ۱۳۸۵ با شمارهٔ ثبت ۱۵۸۷۵ به‌عنوان یکی از آثار ملی ایران به ثبت رسیده‌است.